# Adam Falkenstein
Adam Falkenstein (* 17. September 1906 in Planegg; † 16. Oktober 1966 in Heidelberg) war ein deutscher Assyriologe und Orientalist. Er befasste sich vornehmlich mit der Keilschrift, insbesondere mit den Funden von Uruk sowie mit den Sumerern und deren Sprache, dem Sumerischen.

## Leben
Falkenstein war der Sohn des gleichnamigen Küfers Adam Falkenstein und dessen Frau Therese, geborene Streb. Adam Falkenstein junior besuchte die Volksschule und anschließend das Gymnasium im Kloster Scheyern. Ursprünglich vom Elternhaus für das Theologiestudium vorgesehen, wandte er sich bereits zur Schulzeit der Altorientalistik zu und studierte nach dem Abitur die Fächer Orientalistik, Islamwissenschaft, Klassische Philologie und Alte Geschichte, zunächst ab dem Sommersemester 1925 an der Ludwig-Maximilians-Universität München, ab dem Sommersemester 1928 dann an der Universität Leipzig. In Leipzig wurde er am 23. Juli 1929 auch promoviert, seine Dissertation trug den Titel „Haupttypen der sumerischen Beschwörung“. Anschließend kehrte er nach München zurück, wo er 1930 bis 1933 als Stipendiat der Notgemeinschaft der Deutschen Wissenschaft mit der Auswertung von Grabungen in Uruk beschäftigt war. Am 22. Juli 1933 habilitierte er sich an der Universität München und lehrte dort von Dezember 1933 bis März 1937 als Universitätsdozent. 1937 wechselte er an die Friedrich-Wilhelms-Universität Berlin und wurde dorthin umhabilitiert. Dieser Ortswechsel war wohl dadurch motiviert, dass er sich kritisch zur Innenpolitik der Nationalsozialisten geäußert hatte und dadurch in das Blickfeld der Münchener Parteiführung geraten war. 1939 heiratete er Marie Frobieter (* 1909); die Ehe blieb kinderlos. Am 22. März 1940 beantragte er die Aufnahme in die NSDAP und wurde zum 1. April desselben Jahres aufgenommen (Mitgliedsnummer 7.615.820).
Am 10. Mai wurde ihm die Vertretung der altorientalistischen Lehrstühle an der Georg-August-Universität Göttingen und der Universität Berlin übertragen; bereits am 21. Mai desselben Jahres wurde er jedoch zum Kriegsdienst eingezogen. Dennoch wurde er am 14. August 1940 an der Universität Göttingen zum planmäßigen außerordentlichen Professor für Assyriologie ernannt und damit zum Lehrstuhlnachfolger Wolfram von Sodens. Im Kriegsdienst wurde er aufgrund seiner Sprachkenntnisse vor allem im Orient eingesetzt. 1941 flog er mit Fritz Grobba nach Bagdad, als Mohammed Amin al-Husseini und Raschid Ali al-Gailani dort einen kurzzeitigen prodeutschen Putsch, aus dem Reich mit Waffenlieferungen gestützt, veranstalteten. Anschließend war er im diplomatischen Dienst in der Türkei eingesetzt. Von 1939 bis 1944 war er der Herausgeber des Fachblattes Orientalische Literaturzeitung. Bei der Rückreise aus der Türkei nach Deutschland gelangte Falkenstein mit seiner Frau in britische Kriegsgefangenschaft, in der er bis November 1946 verblieb.
Bereits im Februar 1946 hatte die Militärregierung der Alliierten der Universität Göttingen genehmigt, Adam Falkenstein weiter zu beschäftigen. Nach seiner Rückkehr aus der britischen Internierung begann er im März 1947 seine Lehrtätigkeit in Göttingen. 1949 wechselte er allerdings an die Ruprecht-Karls-Universität Heidelberg, wo er als planmäßiger außerordentlicher Professor den Lehrstuhl für Orientalistik sowie die Leitung des Instituts für Orientalistik übernahm. Dieser Posten war seit dem Weggang Richard Hartmanns 1930 vakant gewesen. 1952 lehnte Falkenstein einen Ruf an die Universität Leiden ab; 1954 wurde seine Stelle in eine ordentliche Professur umgewandelt. Von 1950 bis zu seinem Tod im Jahre 1966 gab er die Zeitschrift für Assyriologie und Vorderasiatische Archäologie heraus. 1964 war er Mitglied des Gründungsausschusses für die Universität Konstanz. Wenige Wochen nach seinem sechzigsten Geburtstag verstarb er an einem Herzleiden.

## Schriften (Auswahl)

### Als Autor
- Die Haupttypen der sumerischen Beschwörung. Literarisch untersucht (= Leipziger semitistische Studien. Neue Folge 1, ZDB-ID 513354-3). Hinrichs, Leipzig 1931.
- Literarische Keilschrifttexte aus Uruk. Vorderasiatische Abteilung der Staatlichen Museen, Berlin 1931.
- Archaische Texte aus Uruk (= Ausgrabungen der Deutschen Forschungsgemeinschaft in Uruk-Warka. 2, ZDB-ID 990235-1). Deutsche Forschungsgemeinschaft, Berlin 1936.
- mit Ferdinand Sommer: Die hethitisch-akkadische Bilingue des Hattusili I. (Labarna II.) (= Abhandlungen der Bayerischen Akademie der Wissenschaften. Philosophisch-Historische Abteilung. Neue Folge 16, ZDB-ID 955745-3). Verlag der Bayerischen Akademie der Wissenschaften, München 1938.
- Uruk zur Seleukidenzeit (= Topographie von Uruk. 1 = Ausgrabungen der Deutschen Forschungsgemeinschaft in Uruk-Warka. 3). Deutsche Forschungsgemeinschaft, Berlin 1941 (online).
- mit Wolfram von Soden: Sumerische und akkadische Hymnen und Gebete. Artemis, Zürich u. a. 1953.
- Die neusumerischen Gerichtsurkunden (= Abhandlungen der Bayerischen Akademie der Wissenschaften. Philosophisch-Historische Abteilung. Neue Folge 39–40, 44 = Veröffentlichungen der Kommission zur Erschliessung von Keilschrifttexten. Serie A, Stück 2,  Teil 1–3). Teil 1–3. Verlag der Bayerischen Akademie der Wissenschaften, München 1956–1957 (online Tl. 1. online Tl. 2. online Tl. 3).

### Als Herausgeber
- Denkschrift zur Lage der Orientalistik. Steiner, Wiesbaden 1960.

## Notizen
1. ↑  Bundesarchiv R 9361-IX KARTEI/8310710

| Personendaten    | Personendaten         |
| ---------------- | --------------------- |
| NAME             | Falkenstein, Adam     |
| KURZBESCHREIBUNG | deutscher Assyriologe |
| GEBURTSDATUM     | 17. September 1906    |
| GEBURTSORT       | Planegg               |
| STERBEDATUM      | 16. Oktober 1966      |
| STERBEORT        | Heidelberg            |